# Перес Гальдос, Бенито
Бени́то Пе́рес Гальдо́с (исп. Benito Pérez Galdós; 10 мая 1843, Лас-Пальмас-де-Гран-Канария — 4 января 1920, Мадрид) — писатель и поэт, драматург, журналист, крупнейший представитель критического реализма в испанской литературе.

## Биография
В 19-летнем возрасте переехал в Мадрид, где и прожил большую часть жизни. Прославился серией исторических романов «Национальные эпизоды» (46 томов, 1872—1912), охватывающих ключевые события испанской истории XIX века. К 1912 году полностью ослеп, но продолжал диктовать свою прозу.

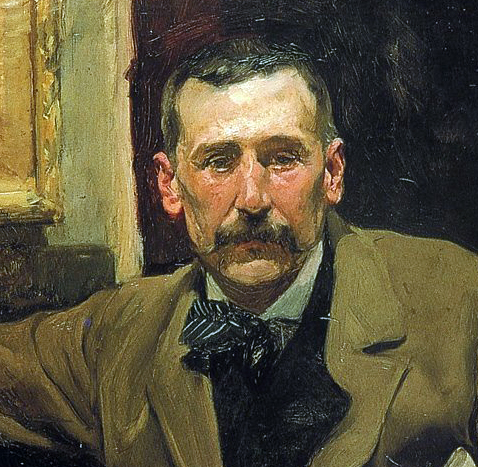
Хоакин Соролья. Портрет Бенито Переса Гальдоса. 1894

Творчество Переса Гальдоса, воссоздавшего возвышение и утверждение среднего класса в испанском обществе, сложилось под влиянием романов Диккенса, Бальзака и Толстого. «Лучше всего удаётся Гальдосу изображение старого мира. Он непримиримый враг аристократической косности, религиозного изуверства, ханжества и лицемерия. Для изобличения их Гальдос находит самые язвительные слова, самые реалистические краски, местами переходящие в злую сатиру», — отмечал литературовед Б. А. Кузьмин.
Член Королевской академии испанского языка (1897), депутат парламента от республиканской партии от Мадридского избирательного округа (1907), возглавлял электоральную коалицию Союз республиканцев и социалистов на выборах 1910 года.
Начиная с 1918 года многие романы писателя экранизировались, некоторые не по одному разу. Три экранизации («Виридиана», «Назарин», «Тристана») принадлежат Луису Бунюэлю.

## Публикации

#### Проза

Перес Гальдос на испанской банкноте

| Год       | Оригинальное название         | Название                 |
| --------- | ----------------------------- | ------------------------ |
| 1870      | La sombra                     | Тень                     |
| 1870      | La Fontana de Oro (исп.)      | Золотой фонтан           |
| 1871      | El audaz                      | Смельчак                 |
| 1876      | Doña Perfecta (исп.)          | Донья Перфекта           |
| 1877      | Gloria                        | Глория                   |
| 1878      | La familia de León Roch       | Семья Леона Роча         |
| 1878      | Marianela (исп.)              | Марианела                |
| 1881      | La desheredada                | Обездоленная             |
| 1882      | El amigo Manso                | Друг Мансо               |
| 1883      | El doctor Centeno             | Доктор Сентено           |
| 1884      | Tormento (исп.)               | Му́ка                     |
| 1884      | La de Bringas                 | Семья Брингас            |
| 1884-1885 | Lo prohibido                  | Запретное                |
| 1886-1887 | Fortunata y Jacinta (исп.)    | Фортуната и Хасинта      |
| 1887      | Celín, Trompiquillos y Theros |                          |
| 1888      | Miau (исп.)                   |                          |
| 1889      | La incógnita                  | Неизвестный              |
| 1889      | Torquemada en la hoguera      | Торквемада на костре     |
| 1889      | Realidad                      | Реальность               |
| 1890-1891 | Ángel Guerra                  | Анхель Герра             |
| 1892      | Tristana                      | Тристана                 |
| 1892      | La loca de la casa            | Сумасшедший дом          |
| 1893      | Torquemada en la cruz         | Торквемада на кресте     |
| 1894      | Torquemada en el purgatorio   | Торквемада в чистилище   |
| 1895      | Torquemada y San Pedro        | Торквемада и святой Пётр |
| 1895      | Nazarín                       | Насарин                  |
| 1895      | Halma                         | Альма                    |
| 1897      | Misericordia (исп.)           | Сострадание              |
| 1897      | El abuelo исп.                | Дед                      |
| 1905      | Casandra                      | Касандра                 |
| 1909      | El caballero encantado        | Очарованный кабальеро    |
| 1909      | La razón de la sinrazón       |                          |

#### Национальные эпизоды
«Национальные эпизоды» представляют собой четыре цикла по десять романов и один, состоящий из шести книг, написанных Гальдосом в период с 1873 по 1913 год и описывающих историю Испании начиная с Трафальгарской битвы и заканчивая 1874-м, годом падения либералов и первой испанской республики.

#### Драматургия
| Год  | Оригинальное название          | Название                 |
| ---- | ------------------------------ | ------------------------ |
| 1861 | Quien mal hace, bien no espere |                          |
| 1865 | La expulsión de los moriscos   |                          |
| 1867 | Un joven de provecho           | Полезный молодой человек |
| 1892 | Realidad                       |                          |
| 1893 | La loca de la casa             | Сумасшедший дом          |
| 1893 | Gerona                         | Херона                   |
| 1894 | Las de San Quintín             |                          |
| 1894 | Los condenados                 | Проклятый                |
| 1895 | Voluntad                       | Волонтёр                 |
| 1896 | La fiera                       | Огонь                    |
| 1896 | Doña Perfecta                  | Донья Перфекта           |
| 1901 | Electra                        | Электра                  |
| 1902 | Alma y vida                    | Душа и жизнь             |
| 1903 | Mariucha                       |                          |
| 1904 | El abuelo                      | Дед                      |
| 1905 | Amor y ciencia                 | Любовь и наука           |
| 1905 | Bárbara                        |                          |
| 1908 | Zaragoza                       | Сарагоса                 |
| 1908 | Pedro Minio                    |                          |
| 1910 | Casandra                       | Касандра                 |
| 1913 | Celia en los infiernos         |                          |
| 1914 | Alceste                        | Альцеста                 |
| 1915 | Sor Simona                     |                          |
| 1916 | El tacaño Salomón              | Скупой Соломон           |
| 1918 | Santa Juana de Castilla        |                          |
| 1921 | Antón Caballero                |                          |

#### Мемуарная проза
| Год  | Оригинальное название                            | Название                  |
| ---- | ------------------------------------------------ | ------------------------- |
| 1890 | Crónicas de Portugal                             | Португальские хроники     |
| 1897 | Discurso de ingreso en la Real Academia Española |                           |
| 1906 | Memoranda, artículos y cuentos                   |                           |
|      | La novela en el tranvía                          |                           |
| 1923 | Política española I                              | Испанская политика I      |
| 1923 | Política española II                             | Испанская политика II     |
| 1923 | Arte y crítica                                   | Искусство и критика       |
| 1923 | Fisonomías sociales                              |                           |
| 1923 | Nuestro teatro                                   | Наш театр                 |
| 1924 | Cronicón 1883 a 1886                             | Хроника 1883—1886         |
| 1927 | Toledo. Su historia y su leyenda                 | Толедо. История и легенда |
| 1929 | Viajes y fantasías                               | Путешествия и фантазии    |
| 1930 | Memorias                                         | Воспоминания              |

## Публикации на русском языке
- Волонтёр. СПБ, 1879
- Хамелеон. СПБ, 1880
- Друг Мансо. СПБ, 1880
- Донья Перфекта (Doña Perfecta). Роман Переса Гальдоса / Пер. с исп. [П. Ватсон??]. — Санкт-Петербург: ред. журн. «Пер. отд. романов», 1882. — 388 с.
- Глориа (Gloria). Роман / [Соч.] Переса Гальдоса. — Санкт-Петербург: тип. В. В. Комарова, 1884. — 277 с.— (Приложение романов к газете «Свет»; 1884, июнь, кн. 6)
- Двор Карла IV (La corte de Carlos IV). Ист. роман Переса Гальдоса / Пер. с исп. Е. И. Уманец. — Санкт-Петербург: тип. А. С. Суворина, 1893. — 206 с.; 24 см.
  - То же: Санкт-Петербург: тип. А. С. Суворина, 1895. — 206 с.
- Осада Сарагоссы (Zaragoza) Исторический роман / Пер. с испанского Е. И. Уманец. — Санкт-Петербург: тип. А. С. Суворина, 1896. — 136 с.
- Желанный король (La Fontana de oro). Ист. роман Перса Гальдоса / Пер. с исп. Ек. Уманец. — Санкт-Петербург: тип. А. С. Суворина, 1900. — 201 с.; 24 см
  - То же: Санкт-Петербург: тип. А. С. Суворина, 1901. — 201 с.
- Собрание сочинений / Перес Гальдос; Пер. с исп. М. В. Ватсон. Т. 1—2. — Москва: Звено, 1911. — 2 т.
  - Т. 1: Донна Перфехта (Doña Perfecta). Роман. — 314 с.
  - Т. 2: Золотой фонтан (La Fontana de oro). Ист. повесть. — 1911. — 302 с.
- 1815 год [Записки придворного] / Б. П. Гальдос; Пер. Евг. Левшиной, под ред. И. Ясинского. — Санкт-Петербург: Труд, [19??]. — 64 с. — (Художественная библиотека; № 38)
- Очарованный кавальеро (Antón Caballero) / Бенито Перес Гальдос; Пер. и предисл. Б. А. Кржевского. — Пб. — М.: Гос. изд-во, 1923. — 237 с.
  - То же: [Ленинград]: Прибой, [1927] (гос. тип. им. Евг. Соколовой). — 260 с.
- Донья Перфекта (Doña Perfecta). Роман / Бенито Перес Гальдос; Пер. с испан. и предисл. Д. И. Выгодского. — Ленинград: Худ. лит-ра, 1935 (2 тип. Трансжелдориздата). —262 с., 1 вкл. л. ил.
- Золотой фонтан (La Fontana de oro). Роман / Бенито Перес Гальдос; Пер. с испан. В. В. Рахманова. Под ред. Д. И. Выгодского. Переплет и гравюры на дереве: В. И. Аверин. — Ленинград: Гослитиздат, 1937 (тип. «Профинтерн»). — 466 с.
- Сарагоса (Zaragoza). [Из серии «Национальные эпизоды». Вторая осада Сарагосы 1808—1809 гг.] / Перевод с испан. С. С. Игнатова; Вступ. статья Ф. В. Кельина. Прим. С. С. Игнатова. — Москва: Изд., тип. и цинк. Жургазобъединения, 1938. — 208 с., ил. — (Исторические романы. Серия 1938 г.; 1)
- Кадикс. Роман / B. Perez Galdos. Cadiz; Пер. с испан. И. Гладковой, Ст. Вольского Предисл. Ф. В. Кельина. Прим. Ст. Вольского. — Москва: Гослитиздат, 1938. — 264 с., ил. — (Исторические романы, серия 1938 г.; 18—19).
- Хуан Мартин эль Эмпесинадо (Juan Martín el Empecinado) / Пер. с испан. и прим. М. Гельфанда; Предисл. Ф. В. Кельина. — Москва: Гослитиздат, 1940. — 208 с.: ил., портр. — (Исторические романы; 15).
- Донья Перфекта (Doña Perfecta). Роман / Пер. с исп. Скины Вафа и А. Старостина; Предисл. Н. Габинского. Ил.: М. Клячко. — Москва: Гослитиздат, 1956. — 207 с., ил.
- Повести: Торквемада на костре. Торквемада на кресте. Торквемада в чистилище. Торквемада и святой Петр. / Перес Гальдос Б. Пер. с исп. Предисл. З. Плавскина. — Москва: Гослитиздат, 1958. — 600 с., 1 л. ил.
- Испанские повести и рассказы / [Вступ. статья А. Штейна, с. 5-22; Ил.: В. Носков]. — Москва: Гослитиздат, 1958. — 511 с. ил. (Авторы: Фернан Кабальеро, Антонио де Труэба, Хуан Валера, Педро Антонио де Аларкон, Хосе Мариа де Переда, Бенито Перес Гальдос, Леопольдо Алас, Хоакин Дисента, Висенте Бласко Ибаньес).
- Трафальгар (Trafalgar). Повесть / Перевод с исп. Р. Похлебкина; Предисл. Ф. Кельина Ил.: Д. Бисти. — Москва: Гослитиздат, 1961. — 184 с. ил.
- Двор Карла IV; Сарагоса. Романы. Пер. с исп. / Предисл. Д. Прицкера, с. 5—22; Ил.: Р. Вольский. — Москва: Худож. лит., 1970. — 432 с. ил. — (Библиотека исторического романа).
- Милый Мансо (El amigo Manso). Роман / Пер. с исп. С. Тартаковской и Н. Фарфель; Предисл. и примеч. Н. Снетковой Ил.: В. Суриков. — Москва: Худож. лит., 1971. — 285 с. ил.
- 19 марта и 2 мая; Байлен. Наполеон в Чамартине. Романы. / Перес Гальдос Б. Пер. с исп. Коммент. Д. Прицкера. — Москва: Худож. лит., 1972. — 576 с.
- Херона; Кадис. Романы. Пер. с исп. / Перес Гальдос Б. Предисл. и коммент. Д. Прицкера. — Москва: Худож. лит., 1973. — 407 с.
- Хуан Мартин эль Эмпесинадо; Сражение при Арапилях. Романы. Пер. с исп. / Перес Гальдос Б. Вступ. статья, с. 3—20, и коммент. Д. Прицкера. — Москва: Худож. лит., 1975. — 495 с.
- Треугольная шляпа / Педро Антонио де Аларкон. Донья Перфекта / Бенито Перес Гальдос. Кровь и песок. / Висенте Бласко Ибаньес; Пепита Хименес / Хуан Валера. / Пер. с исп . Вступ. статья, с. 5—22, и примеч. З. Плавскина. Ил. С. Бродского.— Москва: Худож. лит., 1976. — 655 с., 16 л. цв. ил. — (Библиотека всемирной литературы. Серия вторая. Литература XIX в.; Т. 65).
- Тристана; Назарин; Милосердие.Романы. Пер. с исп. / Бенито Перес Гальдос; Вступ. ст. З. Плавскина. — Л. : Худож. лит. Ленингр. отд-ние, 1987. — 534 с., ил.
- Тристана: таинство соблазна. Роман. Перевод с испанского / Бенито Перес Гальдос. — Москва: FunBook Гелеос, 2007. — 277 с.: ил. — (Невинные грешницы).
- Кадис / Б. П. Гальдос; Пер. с исп. И. Лейтнер. — Москва: Мир кн.: Лит., 2009. — 222 с. — (История в романах) — ISBN 978-5-486-03091-8.
- Двор Карла IV. Желанный король. Романы. / Бенито Перес Гальдос; Пер. с исп. Е. И. Уманец. — Москва: Вече, 2012. — 428 с.. — (Серия исторических романов).— ISBN 978-5-4444-0536-9.

## Избранная библиография
- Лесевич В. Викторович. Перес Гальдос. Современный испанский романист; В кн: Этюды и очерки / В. Лесевич. — Санкт-Петербург: тип. М. М. Стасюлевича, 1886. — 408 с.
- Выгодский Д. И. Бенито Перес Гальдос. В кн.: Бенито Перес Гальдос. Донья Перфекта. Роман. — Л., 1935. — С. 3—14.
- Зернова Л. Г. Фразеология и её стилистические функции в языке произведений Бенито Переса Гальдоса. Автореф. диссертации на соиск. учен. степ. канд. филол. наук. (10.02.05). — Киев, 1979. — 24 с.
- Бенито Перес Гальдос. Библиогр. указ. / Всесоюз. гос. б-ка иностр. лит.; [Сост. В. Г. Гинько; Отв. ред. и авт. вступ. ст. А. Г. Османова]. — М.: Кн. палата, 1989. — 122 с. — (Писатели зарубеж. стран). — ISBN 5-7000-0092-X.
- Христенко И. С. Лингвостилистические особенности аллюзии как средство создания подтекста (на материале романа М. де Сервантеса «Дон Кихот» и произведений Б. Переса Гальдоса). Автореферат дис. … кандидата филологических наук: 10.02.05. — Москва, 1993. — 25 c.
- Саяпина В. Е. Проблемы эволюции испанской антропологии на материале романов Б. Переса Гальдоса «Донья Перфекта» и М. Делибеса «Пять часов с Марио». Автореферат дис. … кандидата филологических наук: 10.02.05 / Саяпина Вера Евгеньевна; [Место защиты: Воронеж. гос. ун-т]. — Воронеж, 2010. — 24 с.